# Kaspars Svārups
Kaspars Svārups (Ventspils, 28 gennaio 1994) è un calciatore lettone, attaccante del Montagnano.

## Carriera

### Club
Svārups ha cominciato la carriera con la maglia del Tranzit, per cui ha esordito in Virslīga in data 23 settembre 2009, subentrando a Davit Janelidze nella sconfitta casalinga per 0-1 contro il Ventspils.
Nel 2011 è passato proprio al Ventspils, che lo ha inizialmente aggregato alla squadra riserve, militante in 1 Lyga. Il 25 marzo 2012 ha avuto l'opportunità di debuttare in prima squadra, subentrando ad Ahmed Abdultaofik nel 3-2 inflitto allo Spartaks. Il 7 giugno successivo ha trovato la prima rete nella massima divisione locale, in occasione della vittoria per 0-5 arrivata sul campo del Gulbene.
Nel 2013 è stato ceduto all'Ilūkstes NSS con la formula del prestito. Ha giocato la prima partita in squadra in data 31 marzo, bagnando il debutto con una rete nel 2-2 in casa dello Spartaks. In estate, è tornato al Ventspils ed è stato nuovamente ceduto, con la medesima formula, allo Jūrmala. Il 13 luglio ha disputato la prima gara con questa casacca, nella sconfitta interna per 1-2 contro il Metta/LU.
Rientrato ancora al Ventspils, vi è rimasto fino al mese di luglio 2014, quando è stato ceduto in prestito ai polacchi del Nadwiślan Góra, compagine militante in II liga. Ha esordito il 9 agosto, sostituendo Łukasz Małkowski nella sconfitta per 0-1 contro il Siarka Tarnobrzeg. Il 31 agosto ha siglato la prima rete, nel successo per 3-1 sul Wisła Puławy. Terminato il prestito, ha fatto nuovamente ritorno al Ventspils.
Il 24 agosto 2017, i norvegesi del Sortland – militanti in 3. divisjon, quarto livello del campionato –  hanno annunciato l'ingaggio di Svārups. Ha esordito in squadra l'11 settembre, trovando anche una rete nel 2-0 inflitto al Tromsø 2.
L'8 febbraio 2018 ha fatto ufficialmente ritorno in Lettonia, per giocare nello Spartaks Jūrmala..
Il 26 ottobre 2021 viene ufficializzato come nuova giocatore della Sambenedettese.

### Nazionale
A livello giovanile, Svārups ha rappresentato la Lettonia Under-16, Under-18, Under-19, Under-21 e Under-23. Per quanto concerne la selezione Under-21, il 16 giugno 2015 ha giocato la prima partita nelle qualificazioni al campionato europeo 2017, sostituendo Andrejs Kiriļins nella sconfitta per 1-2 contro Malta.

## Statistiche

### Presenze e reti nei club
Statistiche aggiornate al 14 settembre 2017.
| Stagione           | Club               | Campionato         | Campionato | Campionato | Coppe nazionali | Coppe nazionali | Coppe nazionali | Coppe continentali | Coppe continentali | Coppe continentali | Supercoppe | Supercoppe | Supercoppe | Totale | Totale |
| Stagione           | Club               | Comp               | Pres       | Reti       | Comp            | Pres            | Reti            | Comp               | Pres               | Reti               | Comp       | Pres       | Reti       | Pres   | Reti   |
| ------------------ | ------------------ | ------------------ | ---------- | ---------- | --------------- | --------------- | --------------- | ------------------ | ------------------ | ------------------ | ---------- | ---------- | ---------- | ------ | ------ |
| 2009               | Tranzit            | VL                 | 2          | 0          | CL              | ?               | ?               | -                  | -                  | -                  | -          | -          | -          | 2+     | 0+     |
| 2010               | Tranzit            | VL                 | 17         | 0          | CL              | 1               | 1               | -                  | -                  | -                  | -          | -          | -          | 18     | 1      |
| Totale Tranzit     | Totale Tranzit     | Totale Tranzit     | 19         | 0          |                 | 1+              | 1+              |                    | -                  | -                  |            | -          | -          | 20+    | 1+     |
| 2011               | Ventspils-2        | 1L                 | ?          | ?          | -               | -               | -               | -                  | -                  | -                  | -          | -          | -          | ?      | ?      |
| 2012               | Ventspils-2        | 1L                 | 6          | 2          | -               | -               | -               | -                  | -                  | -                  | -          | -          | -          | 6      | 2      |
| Totale Ventspils-2 | Totale Ventspils-2 | Totale Ventspils-2 | 6+         | 2+         |                 | -               | -               |                    | -                  | -                  |            | -          | -          | 6+     | 2+     |
| 2012               | Ventspils          | VL                 | 13         | 1          | CL              | 1               | 0               | UCL                | 0                  | 0                  | -          | -          | -          | 14     | 1      |
| gen.-lug. 2013     | Ilūkstes NSS       | VL                 | 6          | 1          | CL              | 0               | 0               | -                  | -                  | -                  | -          | -          | -          | 6      | 1      |
| lug.-dic. 2013     | Jūrmala            | VL                 | 3          | 0          | CL              | 1               | 0               | -                  | -                  | -                  | -          | -          | -          | 4      | 0      |
| gen.-lug. 2014     | Ventspils          | VL                 | 15         | 3          | CL              | 0               | 0               | UCL                | 0                  | 0                  | -          | -          | -          | 15     | 3      |
| lug.-dic. 2014     | Nadwiślan Góra     | 2L                 | 10         | 2          | CP              | 0               | 0               | -                  | -                  | -                  | -          | -          | -          | 10     | 2      |
| 2015               | Ventspils          | VL                 | 0          | 0          | CL              | 3               | 0               | UCL                | 0                  | 0                  | -          | -          | -          | 3      | 0      |
| 2016               | Ventspils          | VL                 | 18         | 3          | CL              | 3               | 0               | UEL                | 3                  | 0                  | -          | -          | -          | 24     | 3      |
| gen.-ago. 2017     | Ventspils          | VL                 | 6          | 0          | CL              | 1               | 1               | UEL                | 0                  | 0                  | -          | -          | -          | 7      | 1      |
| Totale Ventspils   | Totale Ventspils   | Totale Ventspils   | ?          | ?          |                 | ?               | ?               |                    | ?                  | ?                  |            | -          | -          | ?      | ?      |
| ago.-dic. 2017     | Sortland           | 3D                 | 1          | 1          | CN              | -               | -               | -                  | -                  | -                  | -          | -          | -          | 1      | 1      |
| 2018               | Spartaks Jūrmala   | VL                 | 0          | 0          | CL              | 0               | 0               | UCL                | 0                  | 0                  | -          | -          | -          | 0      | 0      |
| Totale             | Totale             | Totale             | 97+        | 13+        |                 | 10+             | 2+              |                    | 3                  | 0                  |            | -          | -          | 110+   | 15+    |